# Incidente dell'Antonov An-26 dell'Aeronautica militare russa del 2018
Il 6 marzo 2018 un Antonov An-26 dell'Aeronatica militare russa è precipitato durante l'avvicinamento alla base aerea di Chmejmim in Siria, provocando la morte di tutte le 39 persone a bordo. Erano tutti militari delle Forze armate russe, tra cui il maggiore generale Vladimir Yeremeyev.

## L'aereo
Il velivolo coinvolto era un Antonov An-26, immatricolato RF-92955/52, msn 10107. Aveva volato per la prima volta nel 1980. Questo incidente è il quindicesimo mortale di un An-26 in questo decennio, con un totale di 159 vittime; nessuno di questi voli era stato effettuato da una compagnia aerea di linea.

## L'incidente
Verso le 14:00 ora locale (12:00 UTC) l'Antonov An-26 russo precipitò a circa 500 metri dalla pista. Inizialmente la causa era stata attribuita a un malfunzionamento tecnico. Sulla base dei rapporti provenienti dal luogo, il Ministero della Difesa russo escluse la possibilità che l'aereo fosse stato abbattuto. Il Comitato investigativo della Russia e la Procura militare russa aprirono un procedimento penale sull'incidente. Venne esclusa la responsabilità di terzi, in particolare di gruppi terroristici che avevano rivendicato l'accaduto.

## Le indagini
L'aereo si era avvicinato con un vento in coda ed era stato sorpreso da un wind shear nella parte finale dell'avvicinamento. I piloti virarono ma il velivolo perse quota e precipitò circa 500 metri prima della testata della pista.